# NGC 6887
NGC 6887 في الفهرس العام الجديد، هي مجرة، تقع في كوكبة المرقب (كوكبة). اكتشفت في 24 يوليو 1835 بواسطة جون هيرشل.

## روابط خارجية
- NGC 6887 على موقع ويكي سكاي: DSS2, SDSS, GALEX, IRAS, Hydrogen α, X-Ray, Astrophoto, Sky Map, Articles and images